# Бртонигла
Бртонигла (итал. Verteneglio) је насељено место и седиште општине у Истарској жупанији, Хрватска. До територијалне реорганизације у Хрватској налазила се у саставу бивше велике општине Бује.

## Становништво
На попису становништва 2011. године, општина Бртонигла је имала 1.626 становника, од чега у самој Бртонигли 805.

## Попис1991.
На попису становништва 1991. године, насељено место Бртонигла је имало 736 становника, следећег националног састава:
| Попис 1991.‍  | Попис 1991.‍  | Попис 1991.‍ | Попис 1991.‍ | Попис 1991.‍ |
| ------------ | ------------ | ----------- | ----------- | ----------- |
|              |              |             |             |             |
| Италијани    | Италијани    |             | 386         | 52,44%      |
| Хрвати       | Хрвати       |             | 195         | 26,49%      |
| Муслимани    | Муслимани    |             | 19          | 2,58%       |
| Словенци     | Словенци     |             | 15          | 2,03%       |
| Срби         | Срби         |             | 9           | 1,22%       |
| Албанци      | Албанци      |             | 6           | 0,81%       |
| Југословени  | Југословени  |             | 2           | 0,27%       |
| неопредељени | неопредељени |             | 29          | 3,94%       |
| регион. опр. | регион. опр. |             | 64          | 8,69%       |
| непознато    | непознато    |             | 11          | 1,49%       |
| укупно: 736  |              |             |             |             |